# 川のぬし釣り 秘境を求めて
『川のぬし釣り 秘境を求めて』（かわのぬしづり ひきょうをもとめて）は、1998年8月20日にパック・イン・ソフトから発売されたプレイステーション用釣りゲーム。ぬし釣りシリーズのひとつ。

## 概要
釣り好きの一家が川のぬしを探し求め旅に出る。表立った目的は各々に設定された「ぬし」を釣り上げることであるが、その後も釣り続け「釣りノート」を完成させることが真の目的と位置づけるユーザーも居る。

## 登場キャラクター
各キャラクターそれぞれ能力は異なっている。なお、一郎は条件を満たすことで使えるようになっている。
兄（太郎）12歳
ぬし釣りに出かけた友人の三平が行方不明になったと聞き、捜索の手がかりは三平が伝説のぬしを探しに出たということだけ。こうして太郎はぬし探しの旅に出る。
難易度は低くないが、ある特殊な名前でスタートすると、ほとんどの釣具を最初から所持した状態でスタートできる。
父（雄三）40歳
過去ぬし釣りに挑戦し竿を折られたことから、スッパリ釣りを止めていた父。しかしながら、息子がぬし釣りの旅に出ると聞き、昔の熱い思いが再燃。自身も旅に出ることを決意する。
釣りレベルと体力は高いが、イベントクリアに必要な条件が厳しく、渓流のイワナ釣り大会にも参加できないため序盤の資金繰りも困難な、上級者向けのキャラクター。
母（紀子）自称33歳
TVで「食べると10歳若返る魚」が放映され、釣ってきてと夫に頼むが相手にされず、一念発起し自身で釣りに行くことに。
体力と釣りレベルは低いが、釣った魚を通常の5割増で魚屋に売ることができるため、資金繰りには苦労しない。
姉（花子）16歳
「食べるとやせる魚」を求めてぬし釣りの旅に出る。
釣りレベルは低いが、釣具屋でも買い物時にオマケをくれることがある他、イベントで竿や釣具を複数入手でき、タライやカヌーの入手方法も他のキャラクターに比べて容易なので、初心者向け。
妹（京子）6歳
太郎に触発される形で「ぬし釣りの旅に出たい」と願い出るが、幼少の為両親に反対される。そこで雄三から「イワナ釣り大会で優勝すれば考えてもいい」という条件を提示され、まずは大会での優勝を目指すことに。
体力は低いが、序盤のお地蔵様イベントをクリアすることでカッパを仲間にし、体力を消費せずに水上を移動できるようになる。
従兄弟（一郎）12歳
太郎にライバル心を燃やす一郎は、「三平探しは自分が行く」と行って聞かず、結局雄三の鶴の一声で2人で競って探す形に。御付きの爺やを伴い旅に出るのだが…。
イベントの多くは太郎に準拠する。お坊ちゃんなので、序盤のみ無料で釣具を購入できるが、体力を回復できる食べ物が、バナナ、ブドウ、サンドイッチ、ハンバーガー、ステーキ、寿司に限定されている。

## ステージ
ステージは渓流、山上湖、清流、湖、下流、河口と6つから成り立っているが、4人以上のキャラクターで「ぬし」を釣り上げた状態で仙人と話すと、1人だけ秘境を尋ね、「隠れぬし」に挑むことができる。
- 渓流

全キャラクター共通のスタート地点である。最上流の滝壺には竿を失くした仙人がおり、仙人の竿を渡せば「ぬし」の魚種と居場所を教えてくれる。イワナなどが釣れる最上流へはわらじを買わなければ行けない。
キャラクターによっては、熊に傷薬を買い与えたり、イワナ釣り大会に参加したりするイベントがある。
浅瀬で金アミを使えばカワムシを獲ることができる。
- 山上湖

花子以外のキャラクター共通で、水上での釣りに必要なタライを入手するためにカジカを釣ってタライ作り名人に渡すイベントがある（花子のみカジカ不要）。
キャラクターごとに、ニジマス、ヒメマス、ブラックバスを釣るイベントが発生し、クリアしなければ清流には進めない。
浅瀬はないが、釣ったカエルが餌のストックになる。
- 清流

全キャラクター共通で、空腹で動けないイノシシに食べさせる芋をもらうためにアユ5匹を釣るイベントがある。クリアしなければ湖と下流には進めない。
花子以外は怪我をしたウサギに塗り薬を買い与えることで、花子は友釣りでアユを釣ることで、上流へ行くためのカヌーを入手できる。
浅瀬で金アミを使えばイクラを獲ることができる。
- 湖

イベントをクリアしなくても下流へは進めるキャラクターが多く、全キャラクター共通イベントはない。任意でヘラブナ釣り大会に参加できる。
キャラクターによっては、ウナギ、ナマズ、ヘラブナ、ライギョを釣るイベントが発生する他、宿屋に泊まって発生させるものもある。
浅瀬で金アミを使えば貝のむきみを獲ることができる。
- 下流

全キャラクター共通で、最大のびくを貰うためにドジョウ6匹を釣って老人に渡すイベントがある。
京子以外はコイ、京子はスッポンを釣るイベントが発生する。クリアしないと河口には進めない。
浅瀬で金アミを使えばアカムシを獲ることができる。釣ったスッポンは釣りノートには載らないが、魚屋に高値で売れる。
- 河口

一郎以外のキャラクター共通で、ウミガメを助けるために80cm以上のスズキ2尾を釣るイベントが発生する（一郎のみ1尾）。クリアし、ある条件を満たせば、仙人の竿が入手できる。
浅瀬で金アミを使えばゴカイを獲ることができる。
- 秘境

## 魚の種類
魚は図鑑に登録されないもの（いわゆる外道）も含めて、全71種。
イワナ（渓流）、アメマス（渓流）、ヤマメ（渓流）、サクラマス（渓流）、アマゴ（渓流）、ニジマス（渓流・山上湖）、カワマス（渓流・山上湖）、アブラハヤ（渓流・山上湖）、カジカ（渓流・山上湖・清流）、アカザ（渓流・山上湖・清流）、イモリ（渓流(外道)）、ブラックバス（山上湖）、ブラウントラウト（山上湖）、ヒメマス（山上湖）、ブルーギル（山上湖）、ハリヨ（山上湖）、ドンコ（山上湖・清流）、ホンモロコ（山上湖・湖）、ワカサギ（山上湖・河口）、カエル（山上湖(外道)）、カワムツ（清流）、サツキマス（清流）、ギギ（清流）、ヤマノカミ（清流）、アユ（清流・湖）、カマツカ（清流・湖）、タモロコ（清流・湖）、イトモロコ（清流・下流）、シマドジョウ（清流・下流）、ムギツク（清流・下流）、オイカワ（清流・湖・下流）、ウグイ（清流・湖・下流・河口）、ニゴイ（清流・湖・下流・河口）、ザリガニ（清流(外道)）、ヘラブナ（湖）、ハス（湖）、メダカ（湖・下流）、タナゴ（湖・下流）、ツチフキ（湖・下流）、ワタカ（湖・下流）、モツゴ（湖・下流）、ライギョ（湖・下流）、カムルチー（湖・下流）、コクレン（湖・下流）、ハクレン（湖・下流）、ソウギョ（湖・下流）、アオウオ（湖・下流）、ナマズ（湖・下流）、ヒガイ（湖・下流・河口）、コイ（湖・下流・河口）、ウナギ（湖・下流・河口）、ドジョウ（下流）、トウギョ（下流）、オヤニラミ（下流）、トミヨ（下流）、テナガエビ（下流）、キンブナ（下流）、マブナ（下流）、スッポン（下流(外道)）、カメ（下流(外道)）、ハゼ（河口）、ヌマガレイ（河口）、マルタ（河口）、スズキ（河口）、アカメ（河口）、クサフグ（河口）、ボラ（河口）、メゴチ（河口）、サヨリ（河口）、クロダイ（河口）、カニ（河口(外道)）